# Sì
«Sì» (en español ‘Sí’) es el título de la canción que representó a Italia en el XIX Festival de la Canción de Eurovisión celebrado en el Brighton Dome de Brighton, Reino Unido, la noche del 6 de abril de 1974; que terminó en segundo lugar detrás de la canción sueca «Waterloo» interpretada por el grupo ABBA.

## La canción
La letra y música de la canción es de Mario Panzeri, Daniele Pace, Lorenzo Pilat y Corrado Conti; y fue interpretada en italiano por Gigliola Cinquetti.
«Sì» es una balada romántica cantada en primera persona, en donde ella refleja y describe su amor por un hombre, así como la forma como ella se siente cuando finalmente le dice "sí" a él, lo que significa que la pareja ahora inicia el resto de sus vidas juntos.
Es de hacer notar que, durante la canción, la palabra "Sì" se repite 16 veces en total.

## Desempeño en Eurovisión
Durante los ensayos Cinquetti interpretó la canción sola en un cuarto oscuro y, en la noche del festival, lo hizo ataviada con un vestido azul acompañada de una orquesta dirigida por el maestro Gianfranco Monaldi y cuatro coristas vestidas con blusas amarillas y faldas floreadas.
La canción italiana fue la 17.ª y última a ser interpretada en la noche del evento, luego de la canción portuguesa "E depois do adeus", interpretada por Paulo de Carvalho (la cual, curiosamente, sería usada poco después -junto con "Grândola, Vila Morena", y a modo de santo y seña- por los militares insurgentes durante la Revolución de los Claveles; la cual puso fin, y en forma incruenta, a los 48 años del régimen del llamado Estado Novo que gobernó a ese país hasta entonces).
Según el sistema de puntuación que se utilizaba para la época cada país participante tenía diez miembros del jurado, los cuales asignaban un punto a la canción que ellos consideraban la mejor. Sì recibió un total de 18 votos, incluyendo cinco del Reino Unido, cuatro de Mónaco, dos (cada uno) de Finlandia y España y un voto de Israel, Luxemburgo, Bélgica, Irlanda y Portugal respectivamente. Por otra parte este ha sido el mejor resultado de Italia en el festival cuando, diez años antes, la propia Cinquetti lo ganó con su tema "Non ho l'età".

## Censura en Italia y eventos posteriores
Aunque esta canción logró un honroso segundo lugar en el festival, irónicamente la misma es poco conocida en su propio país -incluyendo hoy en día- debido a que los censores de la RAI prohibieron la difusión de esta pieza por radio y televisión, además de que la cadena pública tampoco transmitió la noche final, debido a que la realización del festival coincidió con la campaña política para un referéndum sobre la derogación de la ley del Divorcio (promulgada cuatro años antes), la cual tendría lugar el 12 de mayo de ese mismo año, por lo que dicha transmisión fue pospuesta para un mes y medio después de las elecciones.
La cadena justificó estas sorprendentes medidas alegando que la pieza podría ser acusada de servir como un mensaje subliminal, además de ser una forma de propaganda (debido a la constante repetición de la palabra “Sì”), para influenciar a la opinión pública hacia esa opción en el referéndum, la cual era apoyada por el Partido Demócrata Cristiano y el Movimiento Social Italiano, en contraposición con los partidos de Izquierda quienes abogaban por el mantenimiento de dicha ley.
Sin embargo, y a pesar de lo anterior, los partidarios del "No" terminaron alzándose con la victoria en dicho referéndum llegando a conseguir el 59,30% de los votos, con lo que el divorcio continuó siendo legal en Italia hasta la fecha.

## Versiones
La canción sería grabada posteriormente por la misma Gigliola Cinquetti en versiones en inglés ("Go [before you break my heart]"), francés ("Lui"), alemán ("Ja") y español ("Sí"), las cuales se divulgaron por Europa.
Por otra parte una versión en finlandés ("Niin") sería grabada poco después por la cantante Lea Laven, la cual llegó a estar entre los primeros lugares en ese país nórdico.

## Posicionamiento en listas
| Lista (1974)                                      | Máxima posición |
| ------------------------------------------------- | --------------- |
| Alemania (Offizielle Deutsche Charts) en italiano | 13              |
| Alemania (Offizielle Deutsche Charts) en alemán   | 45              |
| Bélgica (Flandes) (Ultratop 50) en italiano       | 30              |
| Bélgica (Valonia) (Ultratop 50) en italiano       | 6               |
| Reino Unido (UK Singles Chart) en inglés          | 8               |